# Храм Никиты Мученика на Старой Басманной

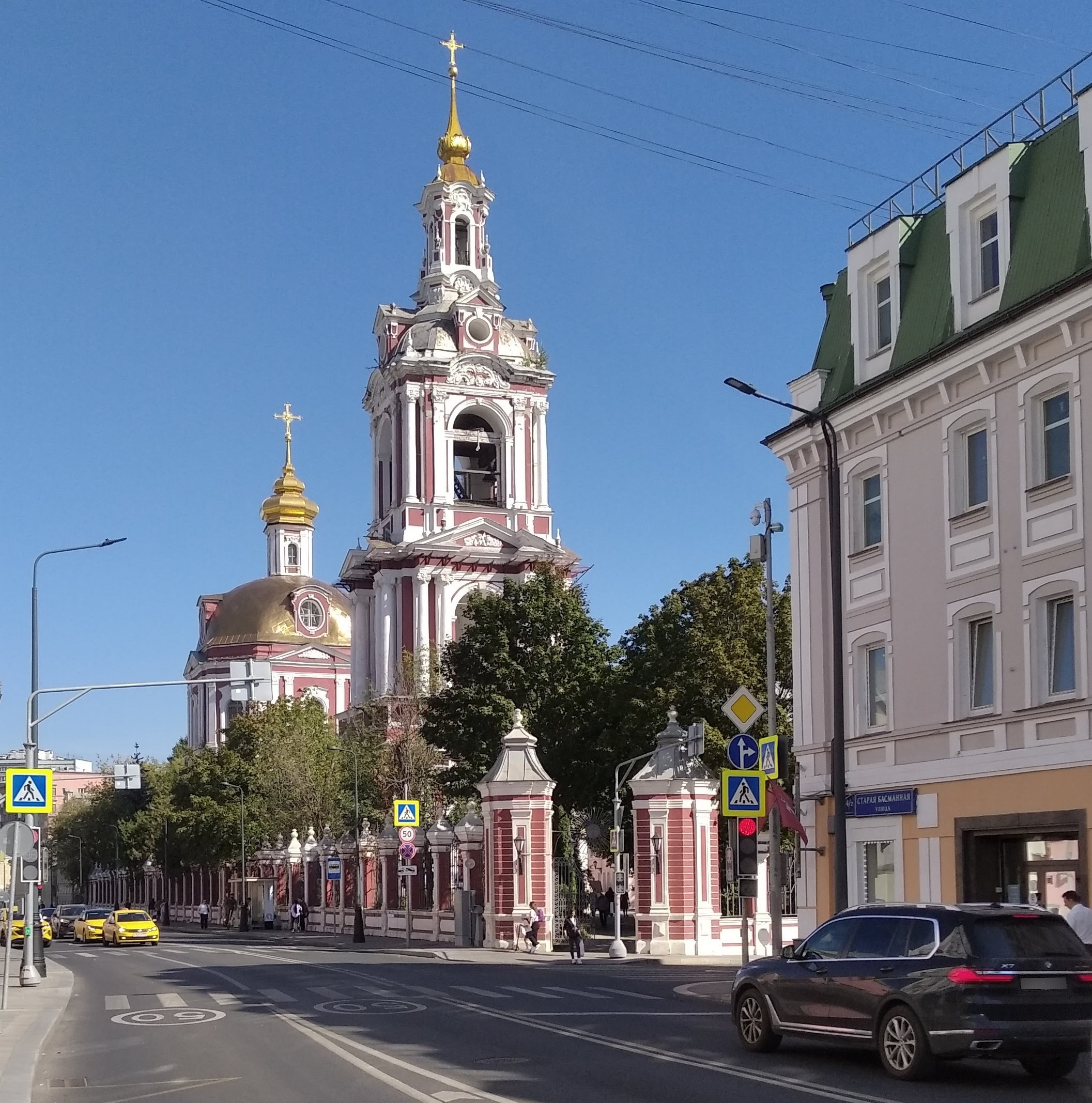
Современный вид храма (сентябрь 2024)

Храм Никиты Мученика в Старой Басманной слободе — православный храм Богоявленского благочиния Московской городской епархии, приписан к Богоявленскому собору в Елохове.

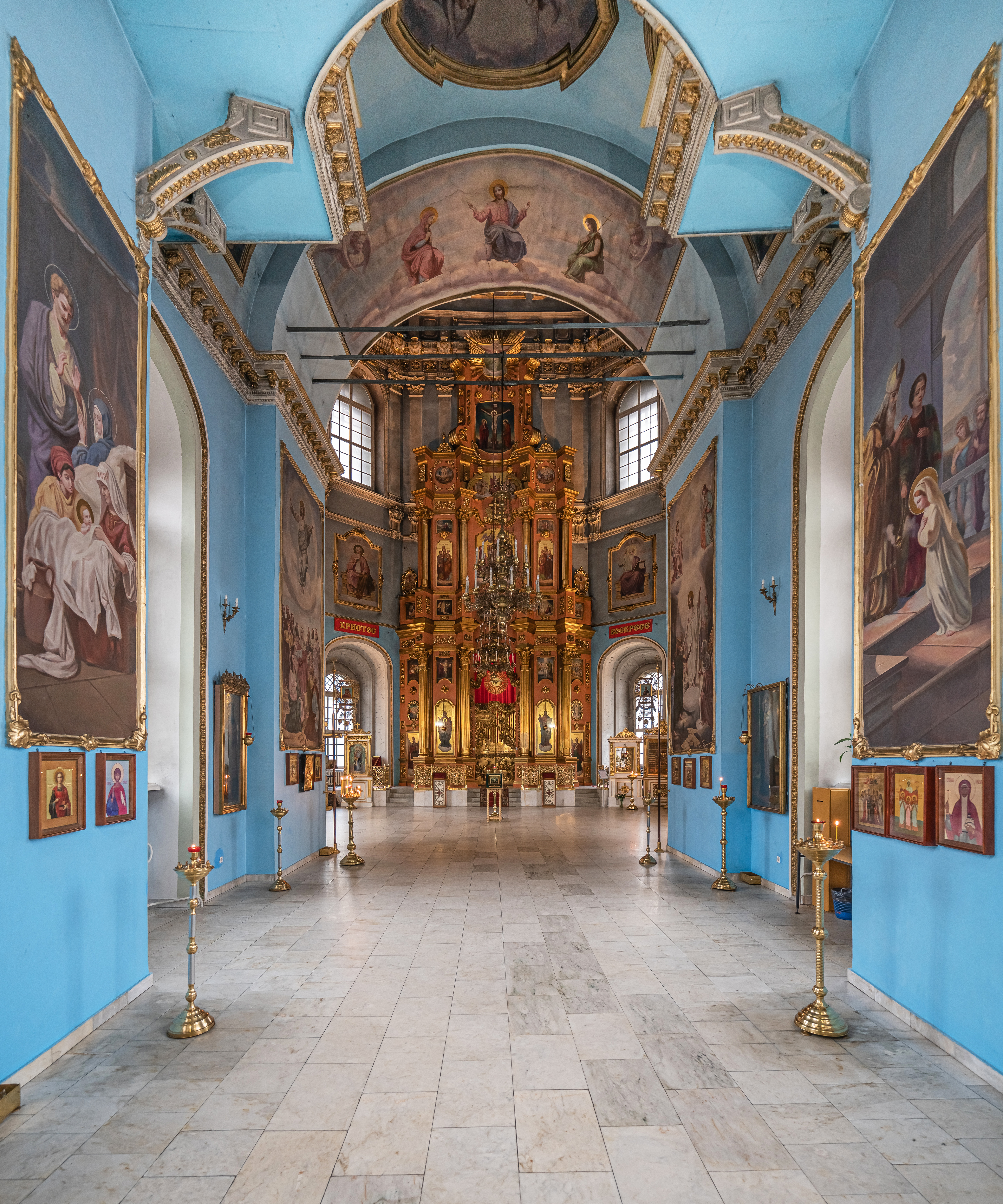
Интерьер

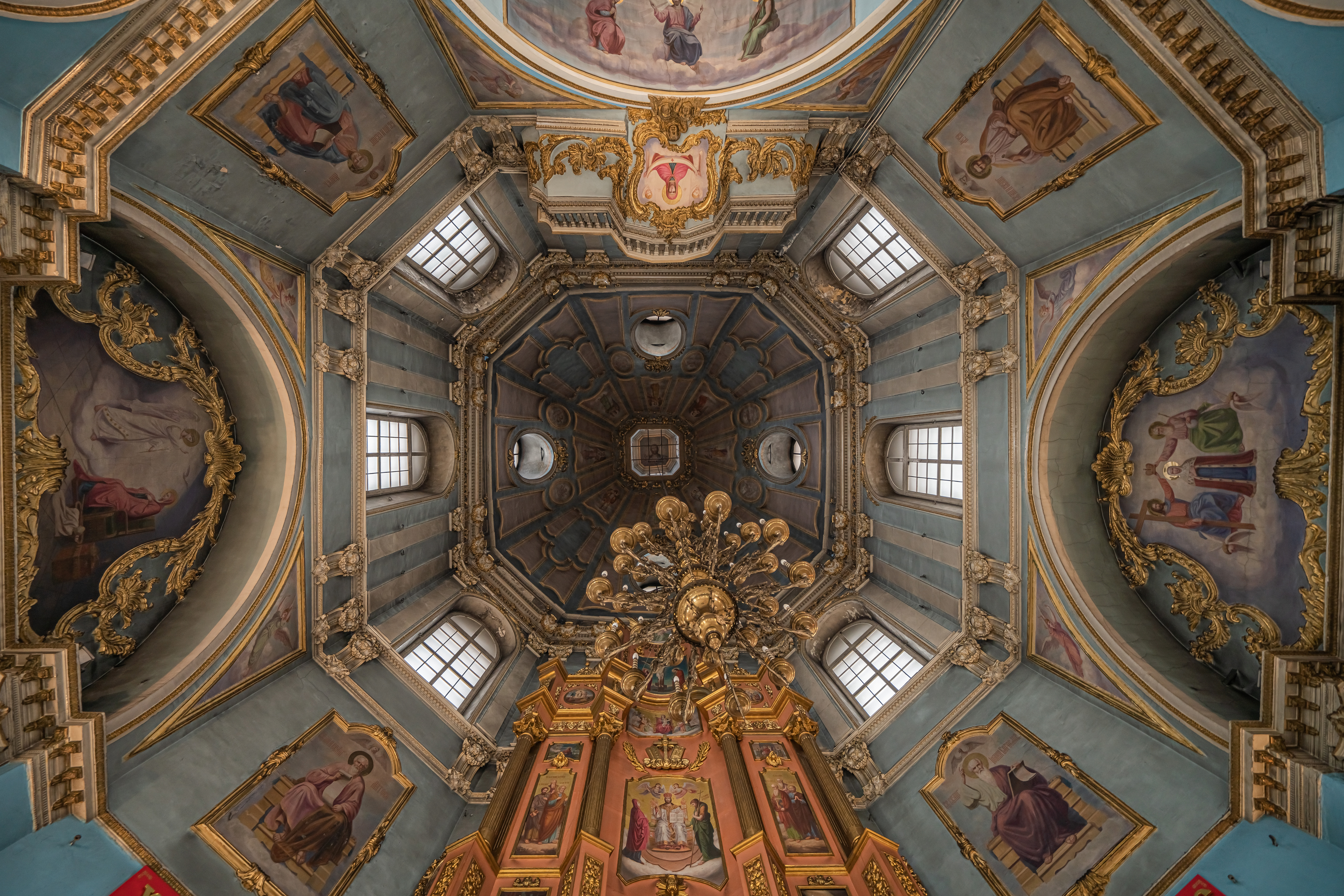
Свод

Главный престол храма освящён в честь Владимирской иконы Божией Матери; придел — в честь великомученика Никиты (память 15 сентября по юлианскому календарю), несохранившийся придел Рождества Иоанна Предтечи.
Расположен в Басманном районе Центрального административного округа города Москвы (Старая Басманная улица, д. 16). 21 января 2025 года  Патриарх Московский и всея Руси Кирилл наделил храм статусом главного храма Следственного комитета РФ.

## История

### Басманная слобода
Храм расположен на Старой Басманной улице. В XVII веке здесь была проезжая дорога в лежащее восточнее село Елохово и далее — в царские загородные резиденции Рубцово-Покровское и Измайлово. В то же время здесь формируется Басманная слобода. Относительно рода занятий ремесленников слободы единого мнения нет. По одной из версий, они занимались выпечкой хлеба, который поставлялся во дворец и в стрелецкое войско, раздавался государственным служащим как хлебное довольствие, и, следовательно, название слободы происходит от слова басман. Согласно другой версии басманниками были ремесленники, занимавшиеся художественным тиснением на коже и металле, и тогда название слободы происходит от слова басма.
Несмотря на свою удалённость от центра Басманная слобода активно развивалась и богатела, постепенно становясь достаточно престижным районом. Начиная с XVIII века её территория застраивается домами купцов и знати.

### Основание храма
История основания храма связана с именем великого князя Василия III. Согласно летописи, в 1518 году в Москву из Владимира, для обновления и украшения серебром и золотом, были доставлены две местные святыни — образ Спасителя и Владимирская икона Божией Матери. Через год, в праздник святого Никиты Мученика, торжественным крестным ходом иконы провожали обратно. За посадом Великий князь и митрополит Варлаам простились со святынями и передали их владимирской делегации. Чтобы отметить это событие, Василий III повелел поставить на этом месте деревянную церковь и освятить её в честь Владимирской иконы. Согласно другой версии, ко времени возвращения обновлённых икон во Владимир, было закончено строительство нового храма на Басманной, и было принято решение совместить два события — прощание со святынями и освящение нового храма.
В 1685 году на месте деревянного был построен первый каменный храм, уже с приделом Никиты Мученика.

### Строительство храма
Существует версия, связывающая строительство нынешнего здания храма с деятельностью Петра Великого: в 1723 году по чертежам и на средства Петра I в соседней Капитанской слободе (в современной Новой Басманной улице) было завершено строительство храма Петра и Павла. Новый, построенный в стиле барокко Петропавловский храм резко контрастировал с обветшавшим и пострадавшим от пожара 1737 года Никитским храмом. Считается, что жившие на Старой Басманной знатные дворяне и богатые купцы решили построить себе новый храм, больше и лучше, чем у соседей.

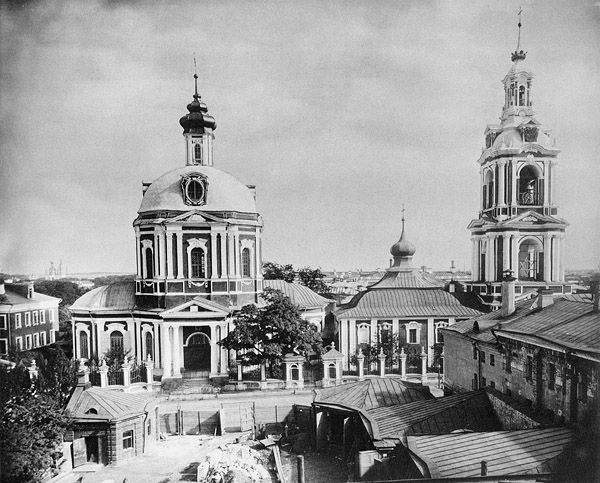
Никитский храм, 1883 год

В 1745 году, в царствование Елизаветы Петровны, разрешение на строительство было получено, также было решено освятить в новом храме второй придел в честь Рождества Иоанна Предтечи по именинам одного из храмоздателей — Ивана Рыбникова. Кому было поручено возводить храм, точно не известно. Москвоведы любят приписывать проект князю Дмитрию Ухтомскому; согласно другим гипотезам, архитектором мог быть Алексей Евлашев или Карл Бланк.
Новый храм был освящён в 1751 году. Он дошёл до наших дней без серьёзных перестроек.
Основной объём храма — восьмерик с выступающими алтарной частью и притвором. Его южный и северный входы украсили портиками. Купол храма украшен круглыми окошками — люкарнами и завершается маленьким барабаном и главкой. С запада к храму примыкает трапезная с двумя приделами. При её строительстве за основу были взяты стены частично разобранного предыдущего храма, постройки 1685 года. Высокую трёхъярусную колокольню храма обрамляют сдвоенные колонны и пилястры. В целом Никитский храм представляет собой прекрасный образец постройки в стиле русского барокко.
Во время московского пожара 1812 года ни храм, ни соседние строения не пострадали. Басманная улица постепенно становится одним из аристократических уголков Москвы. Здесь строятся многочисленные особняки и селятся знаменитости. На протяжении всего XIX века храм процветал, благодаря своему приходу.

«Вдали на колокольне Никиты-мученика ударило двенадцать часов. Звуки колокола в тишине черной ночи дрожащим гулом расстилались по воздуху и доходили до слуха».— «Лафертовская маковница», 1825

### Пушкин в храме Никиты Мученика
Александр Пушкин побывал в храме 23 августа 1830 года на отпевании своего дяди Василия Львовича Пушкина. Поэт присутствовал и при последних минутах дяди, жившего неподалёку, у площади Разгуляй. Вместе с Пушкиным в храм пришли Вяземский, Языков, братья Полевые и многие другие. После похорон вся процессия отправилась в Донской монастырь.

### XX век
Летом 1905 года храм загорелся. Во время пожара, возникшего в трапезной из-за непогашенного кадила, был безвозвратно утерян чтимый образ святого Василия Блаженного.
В 1910 году в храме начал диаконское служение протодиакон Михаил Холмогоров, обладатель знаменитого баса.
В марте 1933 года было принято решение президиума Моссовета о закрытии и сносе «церкви так называемого Никиты». После закрытия храм был разграблен и разорён. Был перестроен придел Рождества Иоанна Предтечи. Летом 1933 года решение о сносе было отменено, здание храма было передано Лесотехническому институту. Церковная ограда была частично разобрана, разобрали и северный портик, выходящий на Старую Басманную улицу, переименованную к тому времени в улицу Карла Маркса. В разное время здание храма использовалось как учебный зал районной бригады ПВО, как склад Министерства культуры СССР и общежитие. В 1960-х и 1980-х годах в храме проводилась частичная реставрация.
В 1990 году здание храма было передано Елоховскому собору в качестве приписного.
В 1994 году храм Никиты Мученика был возвращён Русской православной церкви.
6 июля 1997 года храм был освящён патриархом Алексием II.

## Воскресная школа
На территории храма действует одна из старейших воскресных школ, Воскресная школа Богоявленского кафедрального собора. Её история идет с XIX в. Занятия проходят по выходным дням для детей дошкольного и школьного возраста. Обучающиеся каждое воскресенье принимают участие в богослужении.